# Vinjak
Vinjak es una bebida alcohólica serbia producida por la mixtura de los derivados del vino. Contiene unos 40 grados de alcohol. Después de la fermentación de vid y la destilación del producto obtenido, se obtiene una bebida cuya forma es parecida al aguardiente. El color y la aroma se obtienen a través de la conservación en los barriles. Se necesita 3 años de conservación para producir un Vinjak de tipo normal, 5 años para producir un Vinjak 5 y 20 años para producir un Vinjak XO. La bebida no tiene fecha de caducidad.          

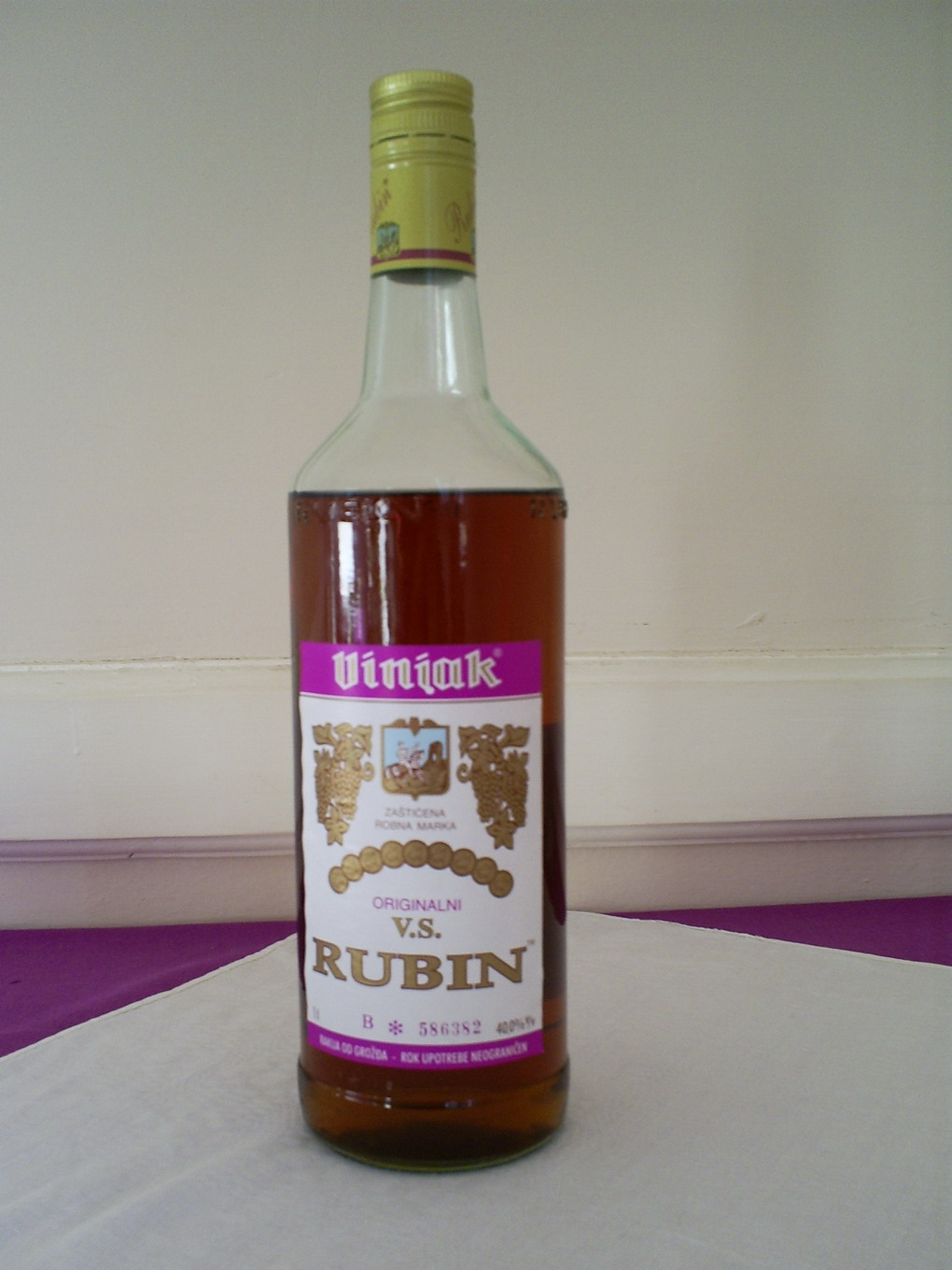
La botella del "Vinjak V.S."

 El primer vinjak llegó a Serbia con Dragoljub Marković de Aleksinac en 1932, cuando este volvía de París de haber finalizado sus estudios. Su producción fue casi prohibida por los comunistas yugoslavos, a causa de la nacionalización de las propiedades de Marković. El manufactor de Vinjak, Rubin de Kruševac, es ganador de varios premios por la cualidad del producto. Vinjak se exporta a Montenegro y Bosnia y Herzegovina. Un rasgo muy especial es que la bebida no contiene fructosa, sino la glucosa.